# Allium nathaliae
Allium nathaliae là một loài thực vật có hoa trong họ Amaryllidaceae. Loài này được Seregin mô tả khoa học đầu tiên năm 2004.